# Memoriał Kamili Skolimowskiej 2021
12. Memoriał Kamili Skolimowskiej – mityng lekkoatletyczny, który odbył się 5 września 2021 roku na Stadionie Śląskim w Chorzowie.
Organizatorem zawodów była Fundacja Kamili Skolimowskiej. Memoriał zaliczany był do cyklu World Athletics Gold Continental Tour.
Podczas zawodów odbyło się uroczyste zakończenie kariery sportowej Piotra Małachowskiego, Kamilii Lićwinko oraz Joanny Fiodorow. Całą imprezę obejrzało 35000 widzów.

## Rezultaty
Źródło:.
| – najlepszy wynik w sezonie | – najlepszy tegoroczny wynik na listach światowych | – rekord życiowy | – rekord mityngu | – rekord kraju | – rekord kraju juniorów |

### Mężczyźni
| Konkurencja:                                            | 1. miejsce        | Rezultat | 2. miejsce          | Rezultat | 3. miejsce         | Rezultat |
| Bieg na 110 m przez płotki                              | Hansle Parchment  | 13,26    | Devon Allen         | 13,37    | Damion Thomas      | 13,50    |
| Bieg na 200 m                                           | Andre De Grasse   | 20,21    | Jerome Blake        | 20,32    | Filippo Tortu      | 20,40    |
| Bieg na 400 m                                           | Michael Cherry    | 44,94    | Vernon Norwood      | 45,12    | Deon Lendore       | 45,31    |
| Bieg na 400 m przez płotki                              | Alison dos Santos | 48,50    | Yasmani Copello     | 48,80    | Jaheel Hyde        | 48,89    |
| Bieg na 800 m                                           | Wyclife Kinyamal  | 1:44,63  | Kacper Lewalski     | 1:44,84  | Daniel Rowden      | 1:44,89  |
| Bieg na 3000 m                                          | Tadese Worku      | 7:36,47  | Soufiane El Bakkali | 7:37,18  | Mohammed Tindoufti | 7:38,92  |
| Skok wzwyż                                              | Gianmarco Tamberi | 2,30     | Ilja Iwaniuk        | 2,27     | Darryl Sullivan    | 2,24     |
| Skok o tyczce                                           | Chris Nilsen      | 5,86     | KC Lightfoot        | 5,80     | Ernest John Obiena | 5,80     |
| Rzut młotem                                             | Paweł Fajdek      | 79,60    | Wojciech Nowicki    | 77,45    | Eivind Henriksen   | 77,38    |
| Rzut oszczepem                                          | Johannes Vetter   | 89,60    | Anderson Peters     | 83,61    | Alaksiej Katkawiec | 83,35    |
| Pchnięcie kulą                                          | Ryan Crouser      | 22,39    | Joe Kovacs          | 22,00    | Tomas Walsh        | 21,68    |
| Pchnięcie kulą niepełnosprawnych kl. F34, F53, F55, F57 | Lech Stoltman     | 12,13    | Piotr Kąkol         | 11,71    | Damian Ligęza      | 11,28    |
| Rzut dyskiem                                            | Kristjan Čeh      | 66,65    | Andrius Gudžius     | 65,89    | Fedrick Dacres     | 64,91    |

### Kobiety
| Konkurencja:                                                | 1. miejsce              | Rezultat | 2. miejsce         | Rezultat | 3. miejsce        | Rezultat |
| Bieg na 100 m                                               | Shelly-Ann Fraser-Pryce | 10,81    | Mujinga Kambundji  | 11,08    | Daryll Neita      | 11,15    |
| Bieg na 100 m przez płotki                                  | Tobi Amusan             | 12,64    | Megan Tapper       | 12,75    | Christina Manning | 12,92    |
| Bieg na 100 m niepełnosprawnych kl. T12, T20, T37, T38, T47 | Justyna Franieczek      | 13,20    | Agata Krzywdzińska | 13,78    | Agata Gałan       | 13,94    |
| Bieg na 400 m                                               | Natalia Kaczmarek       | 50,70    | Anna Kiełbasińska  | 51,19    | Candice McLeod    | 51,88    |
| Bieg na 400 m przez płotki                                  | Wiktorija Tkaczuk       | 54,18    | Nnenya Hailey      | 54,21    | Anna Ryżykowa     | 54,25    |
| Bieg na 1000 m                                              | Jemma Reekie            | 2:35,47  | Hirut Meshesha     | 2:35,74  | Dani Jones        | 2:36,63  |
| Skok wzwyż                                                  | Elena Vallortigara      | 1,96 =   | Iryna Heraszczenko | 1,94     | Kamila Lićwinko   | 1,91     |
| Pchnięcie kulą                                              | Auriol Dongmo           | 19,32    | Maggie Ewen        | 19,31    | Fanny Roos        | 18,74    |
| Rzut młotem                                                 | Nastaśsia Masława       | 69,88    | Malwina Kopron     | 69,75    | Joanna Fiodorow   | 68,56    |
| Rzut oszczepem                                              | Maria Andrejczyk        | 61,77    | Maggie Malone      | 61,46    | Kelsey-Lee Barber | 60,62    |

### Konkurencje mieszane
| Konkurencja:                       | 1. miejsce      | Rezultat | 2. miejsce        | Rezultat | 3. miejsce     | Rezultat |
| Bieg dzieci z Olimpiad Specjalnych | Bartosz Machnik | 19,00    | Jakub Kaźmierczak | 19,43    | Michał Gwardyś | 20,53    |
| Bieg na 100 m RaceRunning          | Zofia Kałucka   | 22,18    | Artur Krzyżek     | 22,36    | Natalia Miazga | 26,90    |